# Lümanda
Lümanda (Lümanda vald) war bis 2014 eine eigenständige Landgemeinde im Kreis Saare.
2014 vereinigten sich die Landgemeinden Kaarma, Kärla und Lümanda zur Landgemeinde Lääne-Saare.

## Persönlichkeiten
- Andres Lauk (* 1964), Radrennfahrer